# Richland County (Wisconsin)
Das Richland County ist ein County im US-amerikanischen Bundesstaat Wisconsin. Im Jahr 2020 hatte das County 17.304 Einwohner und eine Bevölkerungsdichte von 11,4 Einwohnern pro Quadratkilometer. Der Verwaltungssitz (County Seat) ist Richland Center.

## Geografie
Das County liegt im Südwesten von Wisconsin, am Nordufer des Wisconsin River, einem linken Nebenfluss des Mississippi. Im Westen ist das County etwa 50 km von Iowa und im Süden etwa 80 km von Illinois entfernt. Es hat eine Fläche von 1526 Quadratkilometern, wovon 8 Quadratkilometer Wasserfläche sind. An das Richland County grenzen folgende Nachbarcountys:
|                 | Vernon County                               |             |
| Crawford County | Kompassrose, die auf Nachbargemeinden zeigt | Sauk County |
| Grant County    |                                             | Iowa County |

## Geschichte
Das Richland County wurde 1842 aus Teilen des Iowa County gebildet. Benannt wurde es nach dem (reichen) guten Farmland.

## Bevölkerung
Nach der Volkszählung im Jahr 2010 lebten im Richland County 18.021 Menschen in 7510 Haushalten. Die Bevölkerungsdichte betrug 11,9 Einwohner pro Quadratkilometer. In den 7510 Haushalten lebten statistisch je 2,38 Personen.
Ethnisch betrachtet setzte sich die Bevölkerung zusammen aus 97,5 Prozent Weißen, 0,6 Prozent Afroamerikanern, 0,4 Prozent amerikanischen Ureinwohnern, 0,7 Prozent Asiaten sowie aus anderen ethnischen Gruppen; 0,8 Prozent stammten von zwei oder mehr Ethnien ab. Unabhängig von der ethnischen Zugehörigkeit waren 2,3 Prozent der Bevölkerung spanischer oder lateinamerikanischer Abstammung.
22,7 Prozent der Bevölkerung waren unter 18 Jahre alt, 58,4 Prozent waren zwischen 18 und 64 und 18,9 Prozent waren 65 Jahre oder älter. 49,8 Prozent der Bevölkerung war weiblich.

Das jährliche Durchschnittseinkommen eines Haushalts lag bei 44.326 USD. Das Pro-Kopf-Einkommen betrug 21.913 USD. 10,4 Prozent der Einwohner lebten unterhalb der Armutsgrenze.

## Ortschaften im Richland County
City
- Richland Center

Villages
| - Boaz - Cazenovia1 - Lone Rock | - Viola2 - Yuba |

Census-designated places (CDP)
- Gotham
- Sextonville

Andere Unincorporated Communities
| - Ash Ridge - Aubrey - Balmoral - Basswood - Bear Valley - Bloom City - Bosstown | - Buck Creek - Bunker Hill - Byrds Creek - Eagle Corners - Excelsior - Five Points - Germantown | - Gillingham - Hub City - Ithaca - Jimtown - Keyesville - Loyd - Neptune | - Nevels Corners - Orion - Port Andrew - Rockbridge - Sabin - Sand Prairie - Sylvan | - Tavera - Tunnelville2 - Twin Bluffs - West Lima - Westport - Wild Rose - Woodstock |

1 – teilweise im Sauk County

2 – teilweise im Vernon County

## Gliederung
Das Richland County ist neben den sechs inkorporierten Kommunen in 16 Towns eingeteilt:
| Town                | Einwohner (2010) | FIPS     |
| ------------------- | ---------------- | -------- |
| Town of Akan        | 403              | 55-00675 |
| Town of Bloom       | 512              | 55-08175 |
| Town of Buena Vista | 1869             | 55-10950 |
| Town of Dayton      | 693              | 55-19000 |
| Town of Eagle       | 531              | 55-21400 |
| Town of Forest      | 352              | 55-26475 |
| Town of Henrietta   | 493              | 55-33925 |
| Town of Ithaca      | 619              | 55-37500 |

| Town               | Einwohner (2010) | FIPS     |
| ------------------ | ---------------- | -------- |
| Town of Marshall   | 567              | 55-49600 |
| Town of Orion      | 579              | 55-60350 |
| Town of Richland   | 1379             | 55-67575 |
| Town of Richwood   | 533              | 55-67775 |
| Town of Rockbridge | 734              | 55-68675 |
| Town of Sylvan     | 555              | 55-78825 |
| Town of Westford   | 530              | 55-85675 |
| Town of Willow     | 579              | 55-87250 |

| 1 Forest Bloom 2 Henrietta Westford 3 Willow Rockbridge Marshall Sylvan Akan Dayton 4 5 Richland Ithaca Buena Vista 6 Orion Eagle Richwood 1 – Viola 2 – Yuba 3 – Cazenovia 4 – Boaz 5 – Richland Center 6 – Lone Rock |